# Enrico Cuccia
Diceva scherzosamente che per un banchiere può essere un peccato veniale scappare con la cassa, ma sarebbe un peccato mortale tradire la fiducia dei propri clienti e aggiungeva che i segreti di cui era a conoscenza lo avrebbero seguito nella tomba.
Enrico Cuccia (Roma, 24 novembre 1907 – Milano, 23 giugno 2000) è stato un banchiere italiano, tra i più importanti della seconda metà del Novecento. Rappresenta una delle figure di spicco della scena economico-finanziaria italiana del XX secolo.

## Biografia

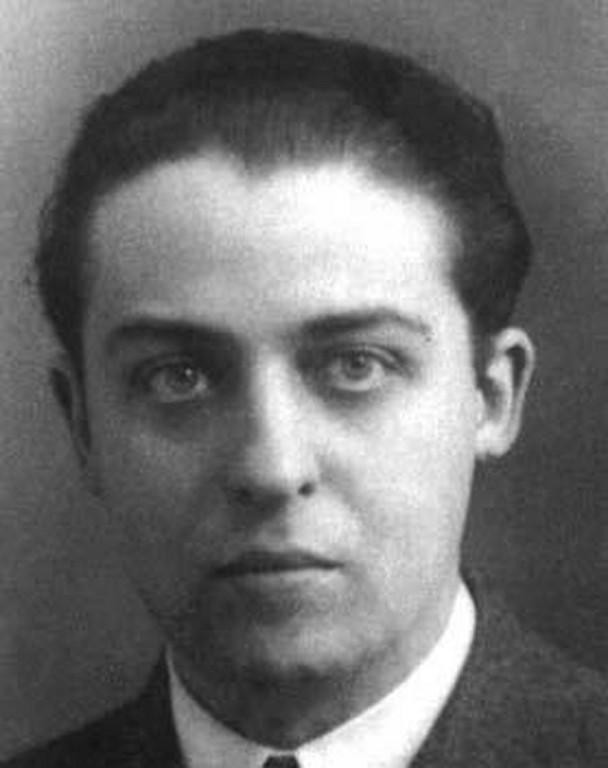
Enrico Cuccia nel 1930 circa

Nasce a Roma da Pietro Beniamino e Aurea Ragusa. Il nonno paterno, Simone Cuccia è un noto avvocato di origini arbëresh da Mezzojuso (Sicilia) eletto in Parlamento dal 1882 per quattro legislature consecutive, integrato nella buona borghesia palermitana. Il padre Beniamino è invece funzionario del ministero delle finanze — assunto grazie all'appoggio e amicizia della potente figura di Guido Jung, ebreo d'origini triestine attivo in Sicilia nel commercio delle mandorle e poi ministro delle finanze fino alle leggi razziali fasciste — nonché collaboratore del quotidiano "Il Messaggero". Dopo gli studi al Liceo ginnasio Torquato Tasso, s'iscrive alla facoltà di giurisprudenza dell'Università di Roma. Alla fine degli anni venti collabora per tre anni al Messaggero, ottenendo l'iscrizione all'albo dei giornalisti professionisti. Si laurea col massimo dei voti nel 1930, relatore Cesare Vivante, con la tesi La speculazione ed i listini nelle borse valori: teoria e legislazione. Nel 1930-1931 è alla Sudameris di Parigi, allievo funzionario. Nel maggio 1931 viene assunto in prova dalla Banca d'Italia, prendendo servizio presso la sede di Londra. Assunto in ruolo nel luglio 1932, nel maggio 1934 è distaccato all'Istituto per la Ricostruzione Industriale (IRI) fino a fine giugno dello stesso anno.

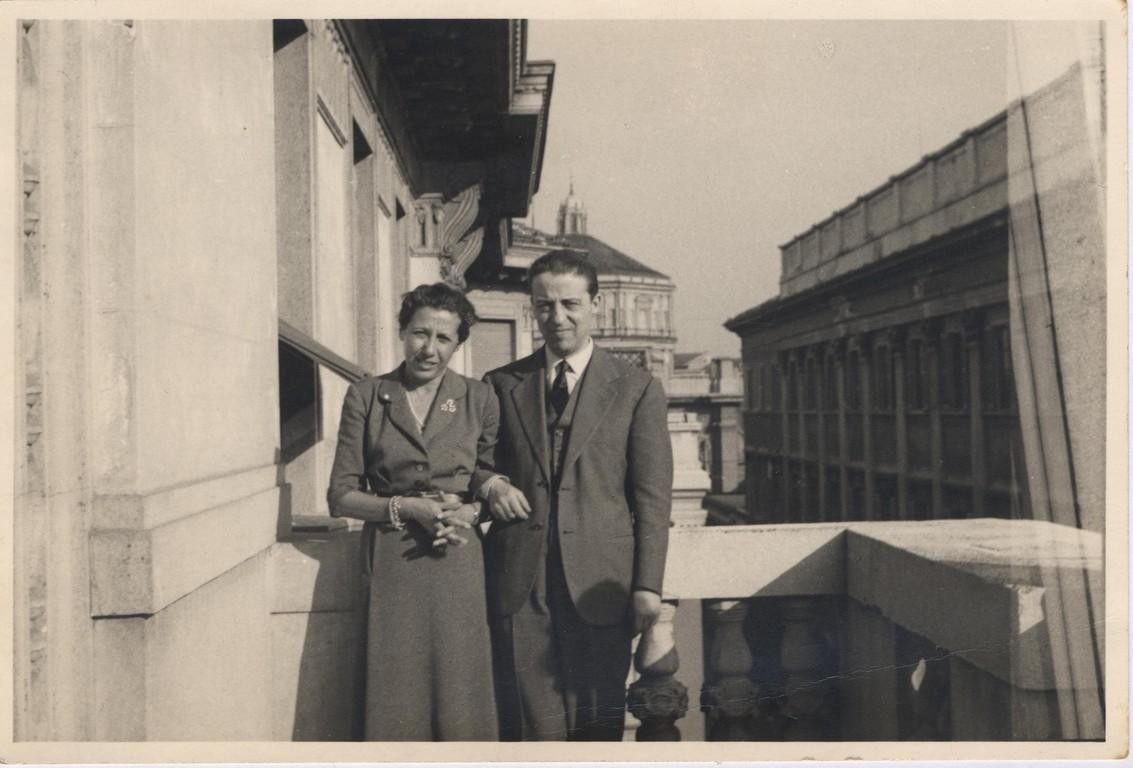
Enrico Cuccia con la moglie Idea, Milano 1940 circa

Nel 1939, il 19 giugno, sposa Idea Beneduce (1905-1996), figlia del presidente dell'IRI Alberto Beneduce, conosciuta ai tempi del ginnasio, da cui ha i figli: Pietro Beniamino, Aurea Noemi (mancata nel 2020) e Silvia Lucia. La figlia Silvia ha lavorato come professoressa di matematica, mentre Pietro Beniamino è stato membro del consiglio di amministrazione di una società farmaceutica in provincia di Como. Si legge in Felice Accame sulla figura d'Idea, scomparsa nel 1996:
[...] moriva a Milano, novantunenne, Idea Nuova Socialista Beneduce in Cuccia, sorella di Vittoria Proletaria e di Italia Libera. All'epoca della sua nascita, Alberto Beneduce, suo padre, era un fervente socialista, amicissimo di Benito Mussolini, tanto amico da seguirlo poi, forse anche in omaggio all'auspicio del suo cognome, anche nelle avventure successive e di diventare, pertanto, presidente dell'IRI, l'Istituto per la Ricostruzione Industriale fondato, per l'appunto, nel 1933. Come spesso capita, l'adesione a un'idea coinvolge totalitariamente la persona, le sue iniziative, le sue cose, i suoi affetti. Il socialismo di Beneduce si proiettò pesantemente sulla sua prole innocente che, così, ha potuto testimoniare per vite intere gli antichi valori – anche quando questi erano morti e frettolosamente sepolti. [...] Che poi Idea Nuova Socialista Beneduce sia finita come moglie di Enrico Cuccia, presidente onorario di Mediobanca e noto come il banchiere dei banchieri – forse la maggior potenza della finanza italiana – fa parte dei ghiribizzi beffardi della Storia.
Uomo di vasti interessi letterari e artistici, Cuccia in gioventù scrive numerosi articoli per "Il Messaggero", con lo pseudonimo di Nuccio Riccéa (anagramma del suo nome).
Nel giugno 1936 è inviato per un anno ad Addis Abeba in Africa Orientale Italiana, in veste di delegato del sottosegretariato per gli scambi e le valute Felice Guarneri, al fine di riferire del traffico illecito della valuta locale controllato dai funzionari del maresciallo Rodolfo Graziani, viceré d'Etiopia. Svolge tale lavoro con il collega Giuseppe Ferlesch, sotto le direttive di Alberto D'Agostino, capo della direzione generale delle valute del sottosegretariato. Nonostante la situazione considerevolmente difficile nella quale si trova ad adempiere alle proprie mansioni, osteggiate dal viceré Graziani coinvolto negli illeciti, Cuccia opera con severità, stilando relazioni tecniche precise, puntualmente inviate a D'Agostino, dal quale riceve indicazioni e incoraggiamenti continui. Il suo lavoro verrà accolto favorevolmente: il 1º luglio 1937, rientrato in Italia per qualche giorno, viene ricevuto con Guarneri da Benito Mussolini. Il giorno dopo l'incontro, il "Corriere della Sera" pubblica un articolo nel quale si legge che:
Il Duce ha elogiato il dottor Cuccia per il lavoro compiuto in circostanze particolarmente difficili.
I ricevimenti del Duce, ne "Il Popolo d'Italia", 2 luglio 1937.
Successivamente, ha occasione di lavorare presso la Banca Commerciale Italiana (Comit) diretta da Raffaele Mattioli. Durante la seconda guerra mondiale si reca spesso in Svizzera allo scopo di sostenere la Resistenza, per la quale opera anche da staffetta con la copertura fornitagli dal fatto di essere un alto funzionario di banca. Durante un viaggio a Lisbona nel 1942 reca un messaggio segreto degli oppositori filobritannici Adolfo Tino e Ugo La Malfa a Carlo Sforza, in esilio negli Stati Uniti d'America: se ne fa tramite il diplomatico statunitense George Kennan.

### Mediobanca

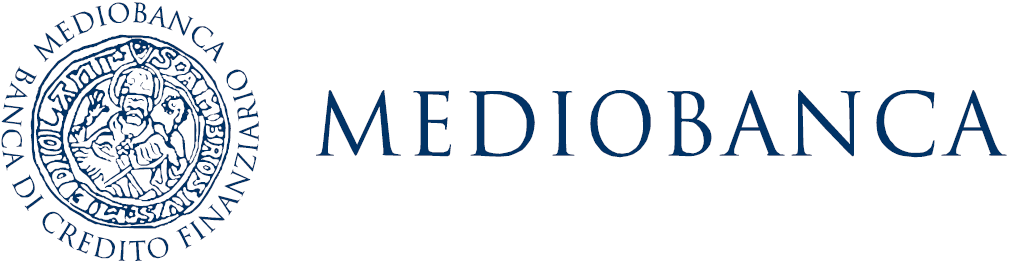
Logo di Mediobanca

Nel 1943 entra nell'ufficio studi della Banca Commerciale Italiana, azionista con Banco di Roma e Credito Italiano della nuova Mediobanca a Milano. Cuccia imposta lo sviluppo dell'istituto secondo modalità differenti da quelle concepite dal suo ideatore Mattioli, che pensava Mediobanca come un finanziatore a medio termine della ricostruzione economica italiana, e ne privilegia la funzione di banca d'affari. Un gruppo ristretto di privati (tra cui Pirelli e la banca francese Lazard) entra nel capitale della banca, sottoscrivendo un patto di sindacato rimasto segreto fino al 1985: questo dà uguale peso di voto al 57% detenuto dalle tre banche pubbliche e al 6% detenuto dai privati. Sotto la guida di Cuccia, Mediobanca si troverà al centro di un intreccio di partecipazioni azionarie: La Fondiaria, Generali, Società Assicuratrice Industriale (SAI), Pirelli, Fiat, Montedison, Olivetti, Arnoldo Mondadori Editore, Gemina, Ferruzzi Finanziaria, Italmobiliare, Cofide. Da questa posizione svolge un ruolo centrale, sotto forma di finanziamento e consulenza, nelle operazioni relative ai principali gruppi italiani: la fusione fra Montecatini e Edison (1966), l'ingresso della banca libica Lafico nell'azionariato Fiat (1976), gli accordi tra Pirelli e Dunlop. L'uscita dei libici dalla Fiat danneggia nel 1986 alcune importanti banche internazionali causando un significativo crollo di Borsa, così come lo causerà anche il riassetto di Ferruzzi, indebitata dopo la scalata Montedison, nel 1988. Nel 1985 l'IRI non rinnova a Cuccia il mandato quale suo rappresentante nel consiglio di Mediobanca: manterrà però il suo posto in consiglio come rappresentante del socio privato Lazard. Nel 1988 viene nominato presidente onorario.

### Il caso Sindona
Negli anni in cui Cuccia avvia la riorganizzazione delle società che permettevano il controllo della Montedison, ovvero la Bastogi Finanziaria e l'Italpi, Mediobanca dovrà difendere la stessa Bastogi dalla scalata messa in atto dal faccendiere Michele Sindona. Il banchiere viene accusato da questi di essere il mandante di un complotto nei suoi confronti e subirà un attentato. Cuccia testimonierà contro Sindona nel processo sull'omicidio di Giorgio Ambrosoli, avvocato nominato liquidatore di tutte le attività del faccendiere e da questi fatto uccidere, affermando che l'imputato gli avesse confidato i suoi intenti omicidi. L'informazione viene ricevuta nell'aprile del 1979 a New York, in un incontro diretto col faccendiere, mentre l'omicidio avviene l'11 luglio dello stesso anno. Cuccia non aveva avvertito le autorità italiane né lo stesso Ambrosoli. Alle domande dei magistrati, il banchiere risponderà di aver serbato il silenzio per sfiducia nei confronti dello Stato. Secondo il suo legale Alberto Crespi — scomparso nel 2022 a 99 anni — Cuccia avrebbe dato immediatamente mandato a lui stesso di parlare con i giudici a proposito delle minacce di Sindona, sottovalutate però dalla procura, evitando di esporsi in prima persona e temendo per l'incolumità dei suoi figli. Questa ricostruzione viene però smentita dalla procura.

### Gli ultimi anni

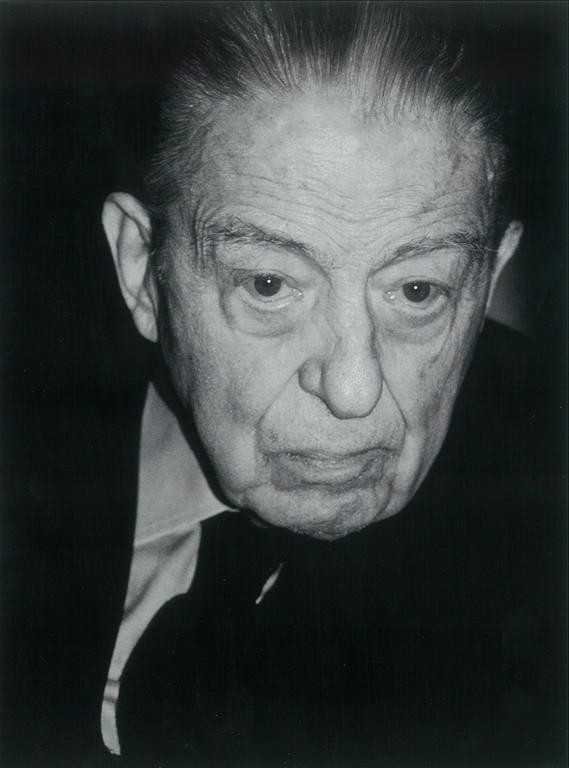
Enrico Cuccia negli anni 1985-1990 circa

Descritto come un uomo "magro, di statura media, di complessione minuta, molto curvo con il passare degli anni", Cuccia nel 2000 incomincia a soffrire di problemi cardio-respiratori e d'insufficienza renale, dovendo sottoporsi a un intervento per cancro alla prostata. Ciò lo costringe a lunghe terapie e ricoveri, prima presso l'Ospedale Luigi Sacco di Milano, poi al Centro cardiologico Monzino. Trascorre i suoi ultimi mesi tra questi nosocomi, l'appartamento milanese in via Mascagni — dove aveva sempre vissuto in affitto — e la sua villa a Meina sul Lago Maggiore. Muore per arresto cardiaco nella notte del 23 giugno 2000. Per evitare un eccessivo clamore mediatico, la famiglia decide di mantenere uno stretto riserbo sulle circostanze della sua morte organizzando il funerale già l'indomani.
La salma viene traslata a Meina, dove si celebrarono le esequie presso l'istituto delle Suore Poverelle, con la partecipazione di pochissimi invitati: l'allora governatore della Banca d'Italia Antonio Fazio, il segretario in carica del Partito Repubblicano Italiano Giorgio La Malfa, l'allora presidente di Mediobanca Francesco Cingano e l'amministratore delegato Vincenzo Maranghi, l'allora presidente della Banca di Roma Cesare Geronzi, l'immobiliarista Salvatore Ligresti, Cesare Romiti e il figlio Maurizio. La bara sarà tumulata nel locale cimitero, presso la cappella di famiglia, dove già era sepolta la moglie.

### Il trafugamento della salma
Nel 2001 due operai piemontesi (Giampaolo Pesce e Bruno Rapelli) trafugano la bara del banchiere con finalità d'estorsione, fatto che verrà scoperto già l'indomani dalla ex custode di villa Cuccia, Ida Bentivegna. Arrestati, i due sequestratori verranno condannati con rito abbreviato rispettivamente a 18 e 20 mesi di reclusione in carcere, con sospensione condizionale della pena in quanto incensurati. Entrambi hanno chiesto perdono alla famiglia, che ha rinunciato a costituirsi parte civile nel processo a loro carico.

### Il lascito testamentario
Se da un lato pareva possedere un "immenso potere" — al punto da essere definito da Giancarlo Galli, con una locuzione divenuta proverbiale, "il padrone dei padroni", in quanto effettivo "padrone" delle aziende e relative famiglie dell'industria italiana del tempo vincolate alla sua Mediobanca — dall'altro Cuccia era uomo di discrezione estrema, cattolico praticante, dai costumi votati a un sobrio rigore, per il quale "la ricchezza era più un peso che un vantaggio" e che non rilasciò mai dichiarazioni alla stampa. Muore senza aver fatto testamento:
I dettagli della situazione patrimoniale di Cuccia, per la verità, non sono del tutto accessibili e come si evince dai documenti dell'Agenzia delle entrate risultano gelosamente custoditi negli studi dei commercialisti di fiducia della famiglia, quello milanese dei Dattilo.

Ma, "al di là del muro che ha sempre circondato le vicende dei creatori e degli epigoni della banca milanese, a parlare sono le carte disponibili"; Cuccia lascia ai suoi eredi i beni di un'agiata famiglia borghese: un conto corrente con denaro liquido pari a circa 150000 euro aperto presso la sede centrale di Milano della Banca Commerciale Italiana di Mattioli. L'unica proprietà immobiliare dei coniugi Cuccia — divisa fra i figli prima della dipartita ed eredità proveniente in realtà dalla moglie — era la già citata villa a Meina, progettata da Fulco Pratesi:
[...] è su mio progetto la villa di Enrico Cuccia, già presidente di Mediobanca, sul Lago Maggiore.
Un decennio dopo la morte del banchiere, Gian Antonio Stella e Sergio Rizzo a proposito delle ricchezze da lui lasciate scrivono però più in dettaglio:
Cuccia [...] lasciò ai suoi figli circa 1000000 di euro di patrimonio e 156653 euro in un conto corrente alla Comit".
Lo storico Aldo Alessandro Mola riporta che Cuccia avrebbe fatto parte di una loggia "coperta" (cioè segreta) della massoneria di "Piazza del Gesù", pur non attribuendo valore probante a tali voci.

### Piazzetta Cuccia e Archivio
Poco dopo la sua scomparsa, il tratto di via Filodrammatici prospiciente la sede di Mediobanca viene ribattezzato dal comune di Milano "Piazzetta Enrico Cuccia".
La documentazione prodotta dal banchiere durante la propria esistenza è conservata a Milano presso l'Archivio storico "Vincenzo Maranghi" di Mediobanca, intitolato al suo assistente, amico e successore, scomparso solo 7 anni dopo Cuccia.

### Testimonianze e citazioni
L'ex commissario Consob (2000-2001) Salvatore Bragantini così ritrae il banchiere:
Cuccia era riservato, discreto, coltissimo, personalmente disinteressato al denaro, viveva una vita esemplarmente frugale, senza fronzoli, eccezione addirittura ammirevole in un mondo come la finanza.
Fra le critiche espresse sulla figura di Cuccia e della sua Mediobanca, si legge in Antonio Calabrò:
C'è stata una lunga stagione, nella storia dell'economia italiana [...] sotto l'ombrello della Mediobanca guidata da Enrico Cuccia, responsabile di una rete di rapporti incrociati e saldati dai patti di sindacato, sostanzialmente conservativa e poco aperta alle dinamiche più vivaci di Borsa e di mercato ("Mediobanca? Ha legato i piedi all'industria italiana", critica Romano Prodi, che da presidente dell'IRI polemizzò a lungo con Cuccia e oggi comunque sostiene che "era un sistema gestito da persone con una rettitudine morale molto forte, ma per cui il futuro era il passato").
Un bilancio su "Forbes" a 20 anni dalla sua scomparsa:
Quali sono stati i maggiori pregi di Enrico Cuccia?:
Aver introdotto una cultura basata sull'analisi rigorosa del merito di credito. [...] Fu tra i primi a studiare il "quarto capitalismo", le multinazionali tascabili. Già nella relazione al bilancio 1978, Cuccia si chiedeva se, invece di assegnare considerevoli risorse a tassi agevolati a imprenditori pubblici e privati poco meritevoli, non fosse più saggio puntare su aziende di dimensione media, più sane, riducendo le "interferenze politiche". L'onestà e la sobrietà dei comportamenti. Riservatezza massima e studio, questi erano i suoi valori. In un'unica cosa largheggiava, nell'acquisto di libri, di cui era vorace lettore. Tra le altre cose, Cuccia si batté affinché le stock option [...] non trovassero terreno fertile.
Infine, un'analisi comparativa di Alberto Mingardi:
[...] figure diverse come Guido Carli o Enrico Cuccia, borghesi che avevano cara l'effige di Walther Rathenau [...] Erano numi tutelari, l'uno e l'altro, dell'establishment economico italiano: un establishment asserragliato a difesa di posizioni di rendita, insofferente contro "i barbari alle porte", qualunque fosse il cognome che portavano, fiero di esibire al tempo atteggiamenti aristocratici e simpatie socialiste.

## Opere
- Enrico Cuccia, Promemoria di un banchiere d'affari, a cura di Giandomenico Piluso, Nino Aragno, 2014, ISBN 9788884196644.